# ライナー・エッペルマン

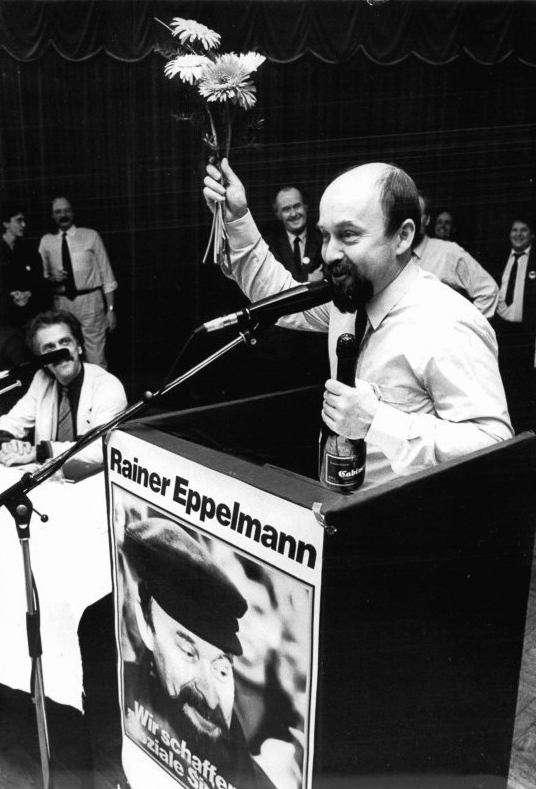
「民主主義の出発」の党大会で党首に選出されたエッペルマン（1990年4月）

ライナー・エッペルマン（Rainer Eppelmann, 1943年2月12日 - ）は、ドイツの牧師、政治家。1990年にドイツ民主共和国（東ドイツ）最後の国防相（正式名称は軍縮及び防衛担当相）を務めた。

## 経歴
第二次世界大戦中にベルリンで生まれ、東ベルリンの廃墟の中で育つ。西ベルリンの高校に通っていたが、ベルリンの壁の建設により中退を余儀なくされた。屋根職人の徒弟を経て、1962年から1965年まで石工の職業訓練を受ける。1966年に宗教上の理由から国家人民軍での兵役と宣誓を拒否し、8ヶ月の懲役刑を受けた。ベルリンの神学高等専門学校で神学を学び、1974年に卒業した。
卒業後はベルリン・フリードリヒスハイン区でベルリン＝ブランデンブルク福音主義教会の牧師となる。反体制派として国家保安省（シュタージ）の暗殺計画のリストに載ることもあった。1980年代は素行不良の若者相手の活動を行い、エッペルマンの行うブルースを使った説教には人びとが詰めかけ、伝説的なものとなっていた。反体制派の地下雑誌を発行し、1982年にはロベルト・ハーヴェマンと共に東西両陣営に対して軍縮を呼びかける声明を出している。
1989年の東欧革命の際は「民主主義の出発」の設立メンバーとなるが、同党は代表であるヴォルフガング・シュヌルがかつてシュタージの非公式協力者であった過去が発覚したため、1990年3月に行われた東ドイツ最初の自由選挙では得票が伸びなかったがエッペルマン自身は当選している。人民議会議員となったエッペルマンは円卓会議にも参加し、ハンス・モドロウ内閣で無任所相を、ロタール・デメジエール内閣では軍縮及び防衛担当相（国防相）を務めた。「民主主義の出発」が8月にドイツキリスト教民主同盟 (東ドイツ)（CDU）と統合したため、エッペルマンはCDU党員となった。
東西ドイツ再統一後はドイツキリスト教民主同盟党員となり、1990年の統一ドイツ最初のドイツ連邦議会選挙で当選し、2005年に引退するまで議席を維持した。連邦議会では旧東ドイツの歴史検証やドイツ社会主義統一党の独裁に関する調査委員会の委員長を務めた。その他旧東ドイツの国家暴力に関する調査組織の名誉総裁などを務めている。

## 著書
- Gottes doppelte Spur. Vom Staatsfeind zum Parlamentarier. （2007年）ISBN 3-7751-4707-1 （自伝）